# León Kellman
Edric León Kellman (Panamá, 4 de septiembre de 1924-Miami, 13 de septiembre de 1981) fue un jugador y directivo de béisbol profesional panameño. Kellman bateó y lanzó con la mano derecha. Nació en Gatún, Zona del Canal de Panamá.
Aunque nunca jugó en las ligas mayores, Kellman alcanzó cierta notoriedad por sus muchos años exitosos en la Liga Panameña de Béisbol, tanto durante como después de la Segunda Guerra Mundial, y más tarde por sus carreras en la Liga Negra de Béisbol y la Liga Mexicana. Principalmente receptor, Kellman también era competente como jardinero de esquina y tercera base . Con el tiempo, se ofreció como voluntario para desempeñar cualquier función que el equipo necesitara, ya fuera abridor o relevista largo . Cuatro veces All-Star de la Liga Negra, jugó en la Serie Mundial Negra, dirigió en Panamá y México y habitualmente representó a su país en torneos internacionales.

## Carrera

### General Electric
En 1945, Kellman se convirtió en miembro del club General Electric de Panamá, jugando para ellos dos temporadas 

### Cleveland Buckeyes
se unió a los Cleveland Buckeyes de las Ligas Negras en 1946. Logró un promedio de bateo de .301 como tercera base habitual de los Buckeyes, mejorando a una marca de .306 en 1947. En esa temporada, Cleveland ganó el campeonato de la Liga Negra Americana detrás del receptor y mánager Quincy Trouppe, avanzando para enfrentar a los campeones de la Liga Nacional Negra, los cubanos de Nueva York, en la Serie Mundial Negra de 1947. Los cubanos, guiados por el receptor/mánager José Fernández, derrotaron a los Buckeyes cuatro juegos a uno. Kellman se fue de 20-8 (.400) para liderar a los Buckeyes en la Serie, aunque contaron con futuros jugadores de Grandes Ligas como Trouppe, Al Smith y Sam Jethroe (.316), quien era el único otro jugador por encima de .300. En 1948, Kellman bateó .307 para Cleveland, registrando un mejor promedio que el de Jethroe (.296), Elston Howard (.283) o Willie Mays (.262) recopilados en la liga. El equipo se mudó y se convirtió en Louisville Buckeyes en la temporada de 1949. Kellman cayó a un promedio de .254 esa temporada. 

### Medias Rojas de Memphis
Abrió 1950 con los Medias Rojas de Memphis, bateando un enorme promedio de .329. Además, hizo cuatro apariciones consecutivas de 1947 a 1950 como tercera base suplente del equipo de la División Oeste en el Juego de Estrellas Este-Oeste.

### Azules de Veracruz
En 1951 Kellman viajó a México, donde disfrutó de una sólida temporada con los Azules de Veracruz, bateando una línea de .292/.407/.450, que incluyó 10 jonrones en 271 turnos al bate, ayudando al equipo. para hacerse con el campeonato.

### Regreso a las Ligas Negras
Kellman regresó a las ligas negras, dividiendo su tiempo de juego con los Medias Rojas de Memphis y los Payasos de Indianápolis en 1952 y parte de 1953,

### Tecolotes de Nuevo Laredo
cuando regresó a México y se unió a los Tecolotes de Nuevo Laredo por el resto del año, bateando .268 en 79 juegos.Su temporada más productiva en México llegó en 1954, cuando registró un slash de .357/.502/.608 y 13 jonrones para Nuevo Laredo, impulsó 61 carreras y anotó 74 veces en 73 juegos, siendo superado por René González. en la carrera de bateo por unos miserables .002 puntos. Además, Kellman se convirtió en el primer jugador en la historia del béisbol mexicano en conectar dos grand slams en un mismo juego, logrando su hazaña contra los Diablos Rojos de México el 5 de mayo de 1954. Kellman continuó contribuyendo con los Tecolotes en 1955, bateando .336/.458/.487 en 100 juegos. Fue receptor y mánager para ellos durante parte de 1956.

### Leones de Yucatán
luego se mudó a los Leones de Yucatán a mitad de temporada, bateando un promedio combinado de .297/.444/.429 en las dos temporadas.Bateó 309/.435/.423 para Yucatán en 1957.

### Diablos Rojos del México
luego se encontró en movimiento nuevamente, esta vez a los Diablos Rojos del México a fines de 1958, durante lo que resultó ser su última temporada en el béisbol mexicano. Kellman bateó una línea combinada de .279/.405/.394 en 34 juegos, mientras acumulaba .309/.440/.456 durante sus siete temporadas en la liga.

### Spur Cola Colonites
Como era costumbre en aquellos años, jugadores latinoamericanos como Kellman participaban en las ligas invernales de sus respectivos países. Como receptor/mánager de los Spur Cola Colonites, Kellman tuvo la distinción de liderar el primer equipo de su tierra natal hasta la inauguración de la Serie del Caribe en 1949 en la ciudad de La Habana, Cuba. Spur Cola fue designado como club visitante en el Juego Inaugural contra los Indios de Mayagüez de Puerto Rico, que fue el primer juego jugado en la historia de la Serie del Caribe . Panamá ganó el concurso, 13–9, luego de una increíble remontada de 10 carreras en la séptima entrada. El equipo terminó tercero con un récord de 2-4.Kellman llevó de nuevo a Spur Cola a la Serie en su edición de 1951. El equipo terminó 1-5 en el último lugar. 

### Carta Vieja Yankees
fue agregado como refuerzo de los Carta Vieja Yankees en la 1952.

### Chesterfield Smokers
fue refuerzo de los Chesterfield Smokers en 1953 para la liga local. 

### Cerveza Balboa
mientras dirigía a su equipo campeón de Cerveza Balboa hasta el segundo lugar (3-3) detrás de los Tigres de Marianao de Cuba (5-1).) en la Serie de 1957.

## Selección nacional
Kellman inició en el  beisbol con la selección nacional de béisbol de Panamá que compitió en la Copa Mundial de Béisbol de 1941, donde bateó el único jonrón del torneo. Luego lideró a los bateadores del BWS con dos jonrones en el torneo de 1945.

## Vida posterior
Kellman se retiró con un promedio de carrera de .297 en la liga panameña y bateó .205 (9 de 44) en cinco Series del Caribe, mientras empató con su compañero Sam Bankhead y el cubano Chuck Connors por la mayor cantidad de bases robadas con cuatro durante el torneo inaugural. Sus primeros esfuerzos permitirían que futuras generaciones de compatriotas lo siguieran, incluido Humberto Robinson, el primer jugador de Grandes Ligas nacido en Panamá, así como Rod Carew, Webbo Clarke, Héctor López, Ben Oglivie, Mariano Rivera, Carlos Ruiz, Manny Sanguillén y Pat Scantlebury, entre muchos otros. 

## Fallecimiento
Más tarde, Kellman residió durante mucho tiempo en Miami, Florida, donde murió en 1981 a la edad de 57 años.